# Tyge Ahrengot Christensen
Tyge Ahrengot Christensen est un botaniste et phycologue danois, né le 31 mars 1918 à Nykøbing Mors et mort le 17 janvier 1996.
Le prix Christensen, décerné par la Société internationale phycologique, récompense la meilleure publication de l'année sur les algues.